# Obliźniak
Obliźniak – wieś w Polsce położona w województwie lubelskim, w powiecie opolskim, w gminie Poniatowa.
Wieś stanowi sołectwo w gminie Poniatowa. Według Narodowego Spisu Powszechnego z roku 2011 wieś liczyła 151 mieszkańców.

## Historia
W wieku XIX Obliźniak stanowił wieś w dobrach Niezabitów, w roku 1886 posiadał 8 osad z gruntem 128 mórg.
W latach 1975–1998 miejscowość administracyjnie należała do ówczesnego województwa lubelskiego.
We wsi był przystanek kolei wąskotorowej Obliźniak.
Wierni Kościoła rzymskokatolickiego należą do parafii św. Wojciecha w Wąwolnicy.